# Gorzków
Gorzków è un comune rurale polacco del distretto di Krasnystaw, nel voivodato di Lublino.
Ricopre una superficie di 96,19 km² e nel 2004 contava 4 149 abitanti.